# Congregação das Escolas de Caridade

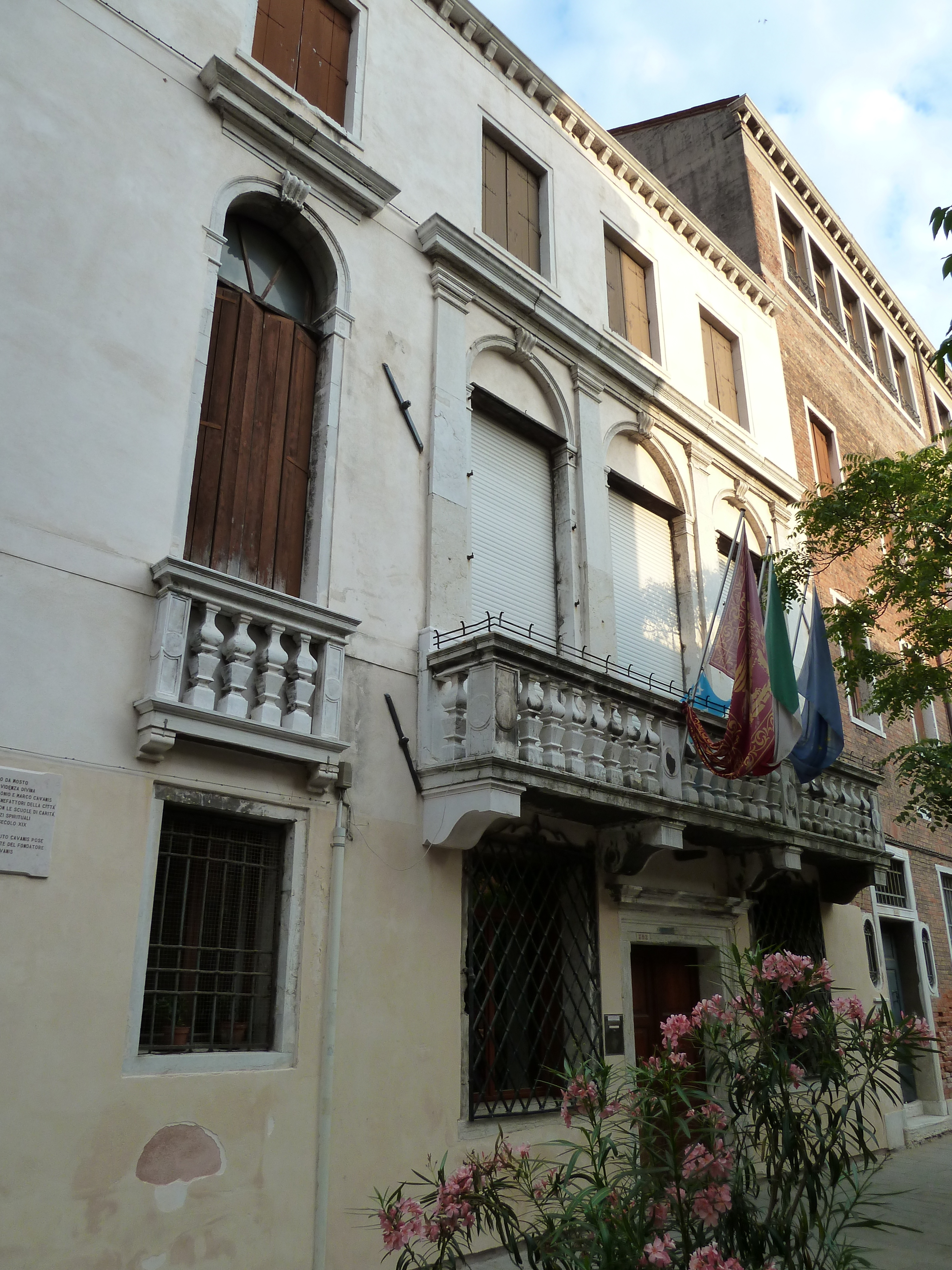
Instituto Cavanis em Dorsoduro, Veneza

A Congregação das Escolas de Caridade (em latim Congregatio academicum charitatis), ou Instituto Cavanis, é um instituto religioso masculino de direito pontifício: os membros desta congregação clerical atribuem ao seu nome as iniciais C.S.Ch..

## História
O nascimento do instituto deve ser enquadrado no contexto histórico de Veneza no final do século XVIII, após a queda da Sereníssima e a passagem do Vêneto ao domínio do Império Austríaco (1797), que decretou o fechamento de todas as escolas gratuitas para as crianças das classes pobres.
A congregação foi fundada pelos irmãos Antonio Angel e Marco Antonio Cavanis, pertencentes a uma família nobre veneziana. Por desejo do pai, eles participaram da vida pública. Em 1795, Antonio Angel, apoiado por seu irmão, foi ordenado sacerdote; Marco Antonio, que sempre apoiou o irmão na atividade pastoral, também foi ordenado sacerdote em 1806, quando o instituto já começava a tomar forma.
Para a formação dos jovens, em 2 de maio de 1802 os irmãos Cavanis criaram a congregação mariana perto da igreja de Santa Inês em Veneza e em 2 de janeiro de 1804 abriram sua primeira escola de caridade; O número de seus alunos cresceu e em 1806 adquiriram o palácio Da Mosto. Também adquiriram uma tipografia para dar trabalho aos alunos que não tinham intenção de continuar os estudos.
O Instituto dos Sacerdotes Seculares das Escolas de Caridade foi inicialmente aprovado por Francesco Milesi, Patriarca de Veneza, em 16 de setembro de 1819, e pelo Papa Gregório XVI brevemente em 21 de junho de 1836.

## Atividade e divulgação
Os religiosos se dedicam à educação e ao ensino cristão da juventude por meio de escolas, colégios e obras de ação católica juvenil.
Estão presentes na Itália, Romênia, República Democrática do Congo, Filipinas e em alguns países da América do Sul (Bolívia, Brasil, Colômbia, Equador ); O Moderador Supremo do Instituto, que detém o título de Superior Geral, reside ao lado da Igreja dos Santos Marcelino e Pietro ad Duas Lauros, na Via Casilina em Roma.
Em 31 de dezembro de 2005, a congregação tinha 31 casas com 166 religiosos, 90 dos quais eram sacerdotes.